# Raúl Monroy
Raúl Monroy Ramírez (nacido en Guadalajara, Jalisco), es un futbolista mexicano retirado que jugaba en la posición de defensa central. Jugó para el Club Deportivo Guadalajara en Primera División y el Union de Curtidores en Segunda División.
Llega a las fuerzas básicas del Club Deportivo Guadalajara por invitación de Tomás Balcázar quien lo entrenó en un equipo amateur. Para 1965 pasa a formar parte del equipo "Guadalajara A" que competía en la Liga Juvenil de Primera Fuerza.
Jugó con el primer equipo del Guadalajara desde la temporada 1968-69, y a principios de 1973 pasa a jugar al Unión de Curtidores que en ese entonces se encontraba en la Segunda División. Finalmente en octubre de ese mismo año decide poner fin a su carrera como futbolista.
Después de su retiro se va a radicar a la ciudad de Manzanillo, Colima, lugar donde se casó y actualmente reside.